# ازجان دنیز
اُزجان دِنیز (به ترکی استانبولی: Özcan Deniz) (زادهٔ ۱۹ مهٔ ۱۹۷۲) خواننده، بازیگر، نویسنده و کارگردان اهل ترکیه است.

## زندگی
وی در ۱۹ مه ۱۹۷۲ در شهر آنکارا به‌دنیا آمد. وی کردتبار بوده و خانواده وی اهل شهر آغری در مرزهای ایران هستند. همچنین وی برادرزاده شاکرو خواننده آوازهای سنتی کردی است که به دنگ بژ شاکرو معروف بود. پنج سال بیشتر نداشت که خانواده وی به شهر کوچک آیدین کوچ کردند و او دوران نوجوانی و جوانی خود را در این شهر سپری نمود.
او در طول تحصیلاتش علاقهٔ خاصی به نوشتن داستان و نمایش‌نامه پیدا کرد. اوزجان دنیز علاقهٔ زیادی به پرندگان و مخصوصاً محیط زیست اطراف خود داشت و برای محافظت و حمایت از محیط زیست، با همراهی دوستانش گروه تئاتری را تأسیس نمود. او در این گروه تئاتر بود که توانست افکار خود را در قالب داستان به اجرا بگذارد که بعدها موجب شکوفا شدن استعدادهای او در زمینهٔ بازیگری و موسیقی شد.
در سال ۱۹۸۵ در حین آغاز کار اولین اکستر شهر آیدین او به عنوان تکنواز ارکستر شناخته شد. او طی مسافرتی که همراه گروه ارکستر برای اجرا به شهرهای ازمیر و آنتالیا رفت توانست هنر و استعداد خود را نشان بدهد. اوزجان دنیز بعدها در جشنواره ملی موسیقی سنتی توانست به مقام اول دست یابد. او سال ۱۹۸۸ به استانبول و یک سال بعد به آلمان برای ادامه تحصیل در رشته موسیقی مهاجرت نمود. او در طی مدت اقامت در آلمان توانست استعداد نهفته و پنهان خود را شکوفا و در کنار تحصیلات آکادمیک توانست با سرعت زیادی پیشرفت کند.
او اولین آلبوم خود را در سال ۱۹۹۲ بنام "Yine Ağlattın Beni" را منتشر کرد. او در سال ۱۹۹۳ با آلبوم "Meleğim" توانست به شهرت برسد.
او در سال ۱۹۹۵ به خدمت سربازی اعزام و پس دو سال خدمت در ارتش با آلبوم "Yalan mı" و در کنار آن با بازی در سریال تلویزیونی با همان نام شهرت و محبوبیت اش دو چندان گشت. در حال حاضر با مشغله کاری زیاد در حوزه بازیگری و سینمایی باز هم در کنار این هم مشکلات موسیقی را ادامه داده و آلبوم‌های زیادی را منتشر نمود.

## فیلم‌شناسی
| فیلم             | فیلم                          | فیلم             | فیلم |
| سال              | عنوان                         | نقش              |      |
| ---------------- | ----------------------------- | ---------------- | ---- |
| ۱۹۹۴             | بگو او را دوست دارم           |                  |      |
| ۱۹۹۶             | عشق پر زرق و برق              | جمال             |      |
| ۲۰۰۲             | پول آسان                      | جوهر یلدز        |      |
| ۲۰۰۳             | او اکنون در ارتش است          | کاپیتان ولکان    |      |
| ۲۰۰۳             | عمارت آسمالی: زندگی           | سیمن کارادا      |      |
| ۲۰۰۴             | فیروزه کجاست؟                 | فرهاد جان        |      |
| ۲۰۰۶             | کلوغلان در برابر شاهزاده سیاه | شاهزاده سیاه     |      |
| ۲۰۰۸             | ساریکاموش سفید غمگین          | تمن فایک         |      |
| ۲۰۰۸             | ملوان جلال‌الدین رومی: رقص عشق | چلبی هوسامتین    |      |
| ۲۰۱۱             | و بعد؟                        | آدم              |      |
| ۲۰۱۲             | بزرخ                          | ماهور            |      |
| ۲۰۱۲             | خانه‌ام تویی                   | اسکندر           |      |
| ۲۰۱۳             | آب و آتش                      | حشمت             |      |
| ۲۰۱۵             | ناز خطرناک                    | کارگردان-نویسنده |      |
| ۲۰۱۶             | همه چیز عشق است               | مدیوم کادو       |      |
| ۲۰۱۶             | شانس دوم                      | جمال             |      |
| ۲۰۱۷             | طرف دیگر                      | چتین             |      |
| سریال تلویزیونی  |                               |                  |      |
| سال              | عنوان                         | نقش              |      |
| ۱۹۹۷             | غلط                           | حسن              |      |
| ۱۹۹۹             | کوه‌های پرجمعیت                | زال              |      |
| ۲۰۰۲–۲۰۰۳        | عمارت آسمالی                  | سیمن کارادا      |      |
| ۲۰۰۴–۲۰۰۶        | شب ژوئن                       | باران آیدین      |      |
| ۲۰۰۷             | سرنوشت                        | علی آسیاله       |      |
| ۲۰۰۸             | عشق یاکر                      | مصطفی            |      |
| ۲۰۱۰             | کهکشان                        | نجات             |      |
| ۲۰۱۲             | قیام عثمانی                   | سرهات            |      |
| ۲۰۱۳–۲۰۱۴        | رز سیاه                       | مراد شاموردی     |      |
| ۲۰۱۴–۲۰۱۵        | روز سرنوشت من نوشته شده‌است    | قهرمان یوروکهان  |      |
| ۲۰۱۷–۲۰۱۹        | عروس استانبول                 | فاروک بوران      |      |
| ۲۰۲۳-            | غنچه های سرخ                  | لونت             |      |
| برنامه تلویزیونی |                               |                  |      |
| سال              | عنوان                         | شبکه             |      |
| ۱۹۹۸             | نمایش دنیز                    | استار تی‌وی       |      |
| ۲۰۰۷             | دو رنگ                        | تی‌آرتی ۱         |      |

## جوایز
- برنده جایزه ستاره موسیقی سال ترکیه (۱۹۹۷) انجمن روزنامه نگاران و مجلات ترکیه
- جایزه بهترین هنرمند مرد موسیقی پاپ (۱۹۹۷) شبکه تلویزیونی کرال تی وی
- جایزه بهترین هنرمند مرد موسیقی سنتی و محلی (۱۹۹۹) شبکه تلویزیونی کرال تی وی
- جایزه موفق‌ترین هنرمند مرد اروپا (۲۰۰۱)
- جایزه بهترین ستاره مرد تلویزیون ترکیه (۲۰۰۲) انجمن روزنامه نگاران و مجلات ترکیه
- جایزه بهترین ستاره تلویزیون ترکیه (۲۰۰۲) انجمن روزنامه نگاران و مجلات ترکیه
- جایزه بهترین هنرمند مرد موسیقی پاپ (۲۰۰۲) شبکه تلویزیونی کرال تی وی
- جایزه پرفروش‌ترین آلبوم سال (Leyla) سال ۲۰۰۳
- جایزه پروانه طلایی برای بهترین تکنواز (۲۰۰۳)
- جایزه بهترین سریال تلویزیونی برای سریال (Asmalı Konak) سال ۲۰۰۳ دانشگاه اقتصاد استانبول
- موفق‌ترین هنرمند اروپا (۲۰۰۳–۲۰۰۴) نظر سنجی در میان ترک‌های ساکن اروپا
- جایزه پرفروش‌ترین آلبوم سال (Ses Ve Ayrılık) سال ۲۰۰۵–۲۰۰۴
- جایزه پروانه طلایی برای بهترین بازیگر نقش اول مرد (۲۰۰۵–۲۰۰۴)
- جایزه تشکر و اکرام از بازیگران (۲۰۰۵) خانه سینما ترکیه
- جایزه بهترین بازیگر سریال تلویزیونی ترکیه (۲۰۰۵) انجمن روزنامه نگاران و مجلات ترکیه
- جایزه بهترین فیلم از نظر تماشاگران (۲۰۱۱) فستیوال فیلم مانهایم آلمان